# Código de cores

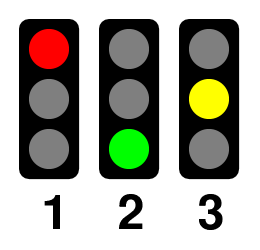
Sequência de cores de um semáforo

Códigos de cores são utilizados em vários sistemas de identificação visual.

## Exemplos de aplicação
Existem vários locais onde se usam códigos para as cores. Na indústria química, por exemplo, usa-se cores distintas para identificar diferentes substâncias. Outro exemplo que pode ser citado é o código de cores usado para identificar o valor da resistência dos resistores e da capacitancia de capacitores. Também nos Semáforos, talvez o código de cores mais conhecido no mundo. Normalmente usa-se o Vermelho: significando "não passe", Amarelo: "atenção" e o Verde: "pode passar". Nos Componentes electrônicos usa-se códigos para identificar o valor da resistência dos resistores e da capacitância de capacitores.